# Чернышевск-Забайкальский (локомотивное депо)
Локомотивное депо Чернышевск-Забайкальский — предприятие железнодорожного транспорта в посёлке городского типа Чернышевск, принадлежит к Забайкальской железной дороге (Могочинское отделение). Депо занимается ремонтом и эксплуатацией тягового подвижного состава.

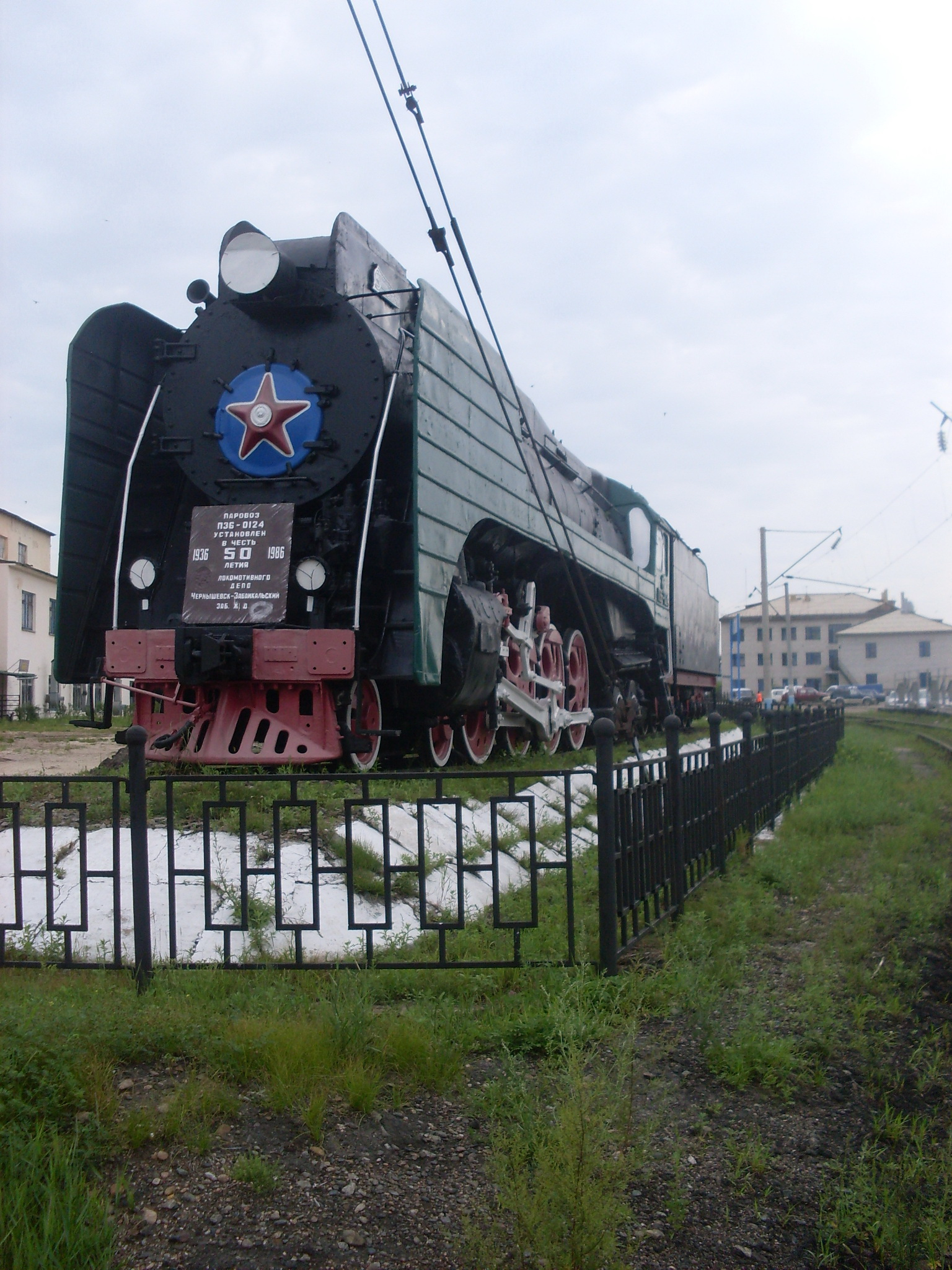
Памятник П36—0124

## История депо
Депо как оборотное начало работу с 30 апреля 1936 года. Депо появилось на станции Пашенная, позже переименованной в село Каганович, а в 1957 году и в поселок Чернышевск. К 1964 году выстроено основное здание депо. В 1986 году был установлен памятник 
ПАРОВОЗ П36 — 0124 
 в честь 50 летия (1936—1986)
 локомотивного депо Чернышевск-Забайкальский 
Заб. ж.д.
Депо награждено орденом Знак почета, неоднократно занимало места преходящего красного знамени МПС.

## Подвижной состав
Тепловозы М62, ТЭМ2, ТЭМ18, 2ТЭ10М.
Электровозы ВЛ80С, ЭП1, 3ЭС5К, 2ЭС5К, ВЛ60ПК